# 藤田佳秀
藤田 佳秀（ふじた よしひで、1986年5月10日 - ）は、日本の俳優。京都府出身。身長は179cm、血液型はA型。

## 人物
- 特技はアクション、ボクシング、一人コント
- 趣味はカフェ、ショッピング、釣り

## 出演

### 映画
- デスヤンキー 中坊篇（2011年9月公開） - 早田力役
- デスヤンキー 高校生篇（2011年11月公開） - 早田力役
- デスヤンキー 死闘篇（2011年11月公開） - 早田力役
- TO-BE（2011年12月公開） - 真之沢賀伊役(主演)
- B-ON 蘭城高校危機一髪篇（2012年2月公開） - 矢口健太郎役
- G-ON（2012年3月公開） - 矢口健太郎役
- ワーストギア（2012年4月公開） - 須崎蘭丸役
- 少年ギャング（2012年6月公開） - 成田月役
- B-ON 死闘篇（2012年7月公開） - 矢口健太郎役
- B-ON 決闘篇（2012年7月公開） - 矢口健太郎役
- ダブルX（2012年8月公開） - 倉水良樹役(主演)
- B-ON.R 奴が帰ってきた篇（2012年11月公開） - 矢口健太郎役
- ギャングジャッジ（2012年11月公開） - 三本木カオル役(主演)
- ヤンキーロード（2013年2月公開） - 番田法貝役(主演)
- ごくやん〜極道ヤンキーティーチャー（2013年3月30日公開）主演
- BEN BEN（2013年6月15日公開）主演
- BEN BEN ZERO~爆裂ヤンキー伝（2013年6月15日公開）
- デッド・ヤンキー・デッド（2013年8月24日公開）主演
- WELLDONE〜極道兄弟（2013年8月24日公開）主演
- BOMBER~ヤンキーポリス（2013年10月12日公開）主演
- 喧嘩請負人（2013年12月14日公開）主演
- クローZ（2014年4月12日公開）
- ごくやん〜突破口篇〜（2014年6月8日公開）主演
- G＋B（2015年9月12日、25日公開）西條春空役

### CM
- ハンゲーム「FIGHTERS CLUB」（2012年）- 実写版ジン役
- キンカン